# 布魯斯·福賽斯
布魯斯·福賽斯（1928年2月22日 - 2017年8月18日）是一位英国艺人和电视节目主持人。福赛斯經常模仿奥古斯特·罗丹的雕塑沉思者的姿势。2008年，福赛斯获得英国电影学院奖终身成就奖。 